# Bobík
Der Bobík, auch Velký Bobík (deutsch Schreiner, auch Schreinerberg, 1264 m n.m.) ist ein bewaldeter Berg in Tschechien. Er erhebt sich sechs Kilometer nördlich von Volary im Böhmerwald. Der Berg bildet zusammen mit dem Boubín (1362 m n.m.) vom böhmischen Binnenland aus eine charakteristische Böhmerwaldsilhouette. Auf seinem Gipfel befindet sich ein geodätischer Punkt.

## Geographie
Der Bobík gehört zusammen mit dem Boubín zu den markantesten Bergen des Boubínský hřbet (Kubanykamm); er ist jedoch nach dem Boubín (1362 m n.m.), Srní vrch (1296 m n.m.), Basumský hřeben (Basumwaldkamm, 1288 m n.m.), Johnův kámen (Johnstein, 1285 m n.m.), Pažení (Basum, 1281 m n.m.) und Boubínský hřbet (Kubanywaldkamm, 1268 m n.m.) nur der siebthöchste Gipfel des Kammes. Der Berg liegt innerhalb des Wildgeheges Boubín. Am Bobík entspringen die Bäche Křemenný potok (Schreinerbach bzw. Kiesbach), Volarský potok (Langwiesenbach bzw. Schreinerbach) und Olšinka (Rothbach). Nördlich erheben sich der Solovec (Soloberg, 1155 m n.m.), Malý Bobík (Kleiner Schreinerberg, 1137 m n.m.) und die Pastviště (Viehberg, 948 m n.m.), im Nordosten der Mlynářovický kopec (Buchberg, 891 m n.m.) und die Blata (918 m n.m.), südöstlich der U Myslivem (891 m n.m.) und im Süden der Hochmark und die Jedlová (Stögerberg, 1088 m n.m.). Gegen Südwesten liegen – abgetrennt durch das Tal der Olšinka – die Zátoňská hora (Haidenberg, 1034 m n.m.); und westlich – abgetrennt durch das Tal des Kaplický potok (Kapellenbach) – der Červený vrch (Rothberg, 1203 m n.m.) und der Pažení (1281 m n.m.). Im Nordwesten erheben sich der Basumský hřeben (1288 m n.m.), der Dlouhý hřbet (Langruck, 1089 m n.m.) und der Větřín (Farbenberg, 1163 m n.m.). Gegen Norden liegen die Wüstungen Kuberna und Putín, südlich die Wüstung U kováře Lukše (Stalliesel Luksch). Am westlichen Fuße des Bobík durchquert die Bahnstrecke Strakonice–Volary in einer großen Schleife das Tal des Kaplický potok.
Umliegende Ortschaften sind Milešická hájenka (Farbenheger) und U Palečka (Schneiderhansl) im Norden, U Bašty (Schusterwiesenhäuser), Milešice (Oberschlag) und Krejčovice (Schneiderschlag) im Nordosten, Mlynářovice (Müllerschlag) und Chalupy nach Blatech (Mooshäuser) im Osten, Mlynařovická myslivna (Müllerschlager Forsthaus) und Myslivny (Jägerhäuser) im Südosten, Zelené Dvory (Grünhof), Brixovy Dvory (Brixhof) und Stögrova Huť (Stögerhütte) im Süden, Soumarský Most (Säumerbrück), Lenora, Stará Rachota (Wachtveitl), Zátoň (Schattawa), Dubí (Eichelhäuser) und Korýtko (Gründelhäuser) im Südwesten, Kaplice (Kapellen) und Idina Pila (Idasäge) im Westen sowie Kubova Huť, Arnoštka (Ernstberg) und Veselka (Wessele) im Nordwesten.
Geomorphologisch gehört der Bobík zum Böhmerwald, dessen Untereinheit IB-1D Boubínská hornatina (Kubany-Bergland), dessen Bezirk B-1D-1 Boubínský hřbet (Kubanykamm). Sein Kamm bildet den Unterbezirk Bobická část (Schreinerkamm).

## Geschichte
Der Schreiner gehörte zu den Wäldern der Herrschaft Wallern. Die Herren von Rosenberg erteilten im Jahre 1503 dem blühenden Markt Wallern das Privileg zur kostenlosen Entnahme von Bau- und Brennholz sowie der Weidung des Viehs in den herrschaftlichen Wäldern bis in eine Entfernung von vier Stunden. Erst seit dem Ende des 18. Jahrhunderts wurden die Urwälder am Kubanykamm durch die Fürsten Schwarzenberg einer intensiven forstwirtschaftlichen Nutzung zugeführt. In der Folgezeit erfolgte ein Waldumbau zur Fichtenmonokultur.

## Beschreibung
Nördlich des Bobík stand die uralte Fichte „Fichtenkönig“ mit einer Höhe von 57 m und einem Umfang von 5,08 m; die 440-jährige Fichte fiel 1972 einem Sturm zum Opfer. Heute befindet sich auf dem größtenteils mit Fichten bestandenen felsigen Gipfel, der keine Aussicht bietet, ein viergeschossiger hölzerner Triangulationspunkt. Ein Aussichtspunkt befindet sich am Nordhang des Berges.